# Kyselina ketodeoxyoktulózonová
Kyselina ketodeoxyoktulózonová (též kyselina 3-deoxy-D-manno-okt-2-ulózonová) je osmiuhlíkatá cukerná kyselina (přesněji ulózonová kyselina), která je využívána bakteriemi k syntéze lipopolysacharidů. Předpona D-manno značí, že čtyři chirální centra mají stejnou konfiguraci jako u D-manózy.

## Reference

Cyklizace kyseliny 3-deoxy-D-manno-okt-2-ulózonové na β-anomer. Chirální centra jsou označena hvězdičkami.